# Železnorudský jasan
Železnorudský jasan je památný strom v Železné Rudě v okrese Klatovy v Plzeňském kraji. Obvod kmene tohoto jasanu ztepilého (Fraxinus excelsior) činí 331 cm a koruna stromu dosahuje do výšky 18 m (měření 2003). Jasan je chráněn od roku 1995 pro svůj vzrůst a jako krajinná dominanta.

## Stromy v okolí
- Alžbětínská lípa
- Alej u hřbitova
- Jedle a smrky pod Strahovem